# Leo van Wijk
Leo Martin van Wijk (Amsterdam, 18 oktober 1946) is een Nederlandse bestuurder van bedrijven en sportorganisaties.  Hij is vooral bekend geworden als voorzitter van de raad van bestuur van luchtvaartmaatschappij KLM.

## Studie en werk
In 1971 studeerde Van Wijk af in de econometrie aan de Universiteit van Amsterdam waarna hij ging werken bij de Automation Services van de KLM. In 1979 werd hij benoemd tot manager Cargo Handling. Daarna vervulde hij diverse vicepresident-functies op verschillende afdelingen. Op 6 augustus 1997 werd Van Wijk KLM's president-directeur en chief executive officer en hij bekleedde deze functie tot 1 april 2007. Hierna heeft hij tot eind 2008 als vicepresident plaatsgenomen in het executive comité van Air France-KLM. Als zodanig was hij verantwoordelijk voor allianties, strategie en IT-zaken. Sinds 1 januari 2009 is Van Wijk vicevoorzitter van de Raad van commissarissen van Air France-KLM. Tevens is hij nog voorzitter van de luchtvaartalliantie SkyTeam.

## Sport
Van Wijk speelde sinds zijn jeugd honkbal bij Ajax. In 1963 maakte hij samen met twee teamgenoten uit de junioren zijn debuut in het eerste team aan het eind van het seizoen.. Twee maanden later promoveerde het team naar de hoofdklasse en in 1964 maakte hij zijn debuut in deze klasse in de wedstrijd tegen de Haarlem Nicols in het Pim Mulierstadion in Haarlem. In dit duel sloeg hij tijdens de zevende inning meteen een homerun. Van Wijk speelde korte stop en sloeg en gooide rechtshandig.
Op 12 oktober 2007 verschijnt het bericht in Sportweek dat de positie van AFC Ajax-voorzitter John Jaakke wankelt en dat Leo van Wijk de belangrijkste kandidaat is om hem te vervangen. Zijn naam is dan al eerder in verband gebracht met het voorzitterschap van Ajax, mede omdat hij een jeugdvriend van Johan Cruijff is (met wie hij in Betondorp opgroeide) en met hem in het tweede elftal van Ajax speelde. Hij ziet af van de functie maar treedt wel toe tot het bestuur van de sportkoepel NOC*NSF.
Later trad van Wijk echter alsnog in dienst bij Ajax. Hij werd op 12 juni 2012 benoemd tot lid van RvC van Ajax.

## Onderscheiding
In september 2005 werd hij benoemd tot Officier in het Legioen van Eer, een van de belangrijkste Franse onderscheidingen die worden uitgereikt voor buitengewone diensten die op militair of burgerlijk gebied aan Frankrijk zijn verleend. Hij ontving deze onderscheiding voor de succesvolle samenwerking tussen Air France en KLM.
Op 2 juli 2007 werd hij door koningin Beatrix benoemd tot Commandeur in de Orde van Oranje-Nassau. De bijbehorende versierselen werden hem tijdens zijn afscheidsreceptie in het KLM-hoofdkantoor in Amstelveen uitgereikt door minister Eurlings van Verkeer en Waterstaat.